# Hickory Hill
Hickory Hill é uma cidade localizada no estado americano de Kentucky, no Condado de Jefferson.

## Demografia
Segundo o censo americano de 2000, a sua população era de 144 habitantes.
Em 2006, foi estimada uma população de 148, um aumento de 4 (2.8%).

## Geografia
De acordo com o United States Census Bureau tem uma área de
0,1 km², dos quais 0,1 km² cobertos por terra e 0,0 km² cobertos por água.

## Localidades na vizinhança
O diagrama seguinte representa as localidades num raio de 4 km ao redor de Hickory Hill.